# Elvin Əliyev
Elvin Füzuli oğlu Əliyev (polskie media często używają transkrypcji pisowni rosyjskiej: Elwin Alijew; ur. 21 sierpnia 1984 w Baku, Azerbejdżan) – piłkarz reprezentacji Azerbejdżanu oraz klubu Bakı FK, do którego trafił latem 2011 roku. Występuje na pozycji obrońcy. W reprezentacji Azerbejdżanu zadebiutował w 2007 roku. Ma na koncie 5 występów w kadrze.